# قمار تحول
قمار تحول (به انگلیسی: Revolution Roulette) سومین آلبوم گروه آلترنیتیو راک فنلاندی، پوئتز آو د فال (به انگلیسی: Poets of the Fall) است که در سال ۲۰۰۸ منتشر شد. در این آلبوم از موسیقی خشن تری استفاده شد و دلیل آن هم موضوع کلی آلبوم که تقابل جهان درون و بیرون یا در کل اخلاق و تکنولوژی بود. با عرضه این آلبوم در کمتر از دو هفته این آلبوم جایزه فروش طلا را دریافت کند. هر چند این آلبوم در فروش موفقیت چشمگیری داشت اما در بخش جوایز موفقیتی کسب نکرد. در جریان عرضه این آلبوم پای این گروه به آسیا آمریکا هم باز شد و آنها در هند و آمریکا هم کنسرت اجرا کردند که بسیار موفق بود.

## فهرست آهنگ‌ها
۱- More
۲- The Ultimate Fling
۳- Revolution Roulette
۴- Psychosis
۵- Fragile
۶- Clevermind
۷- Miss Impossible
۸- Diamonds for Tears
۹- Passion Colors Everything
۱۰- Save Me
۱۱- Where Do We Draw the Line

## تک آهنگ‌ها
۲- Diamonds for Tears
۳- Revolution Roulette

## نماهنگ‌ها
۲- Diamonds for Tears